# Markomer
Markomer (Marcomeres, Marchomer, Marchomir) – jeden z żyjących w końcu IV wieku wodzów Franków.
Wraz z Genobaudem i Sunno wymienia go Grzegorz z Tours jako króla frankijskiego. Stąd też wiadomo, że owi wodzowie/królowie pod koniec panowania Magnusa Maksyma, cesarza zachodniorzymskiego zmarłego w 388 roku, przekroczyli Ren, spustoszyli rzymską Germanię i zagrażali Kolonii. Mieli też w tym czasie sprowadzić za sobą plemiona saksońskie w te części Europy.
Przypuszcza się, że Markomer był przodkiem legendarnego pierwszego króla Franków salickich, Faramunda.